# 岡崎市立北中学校

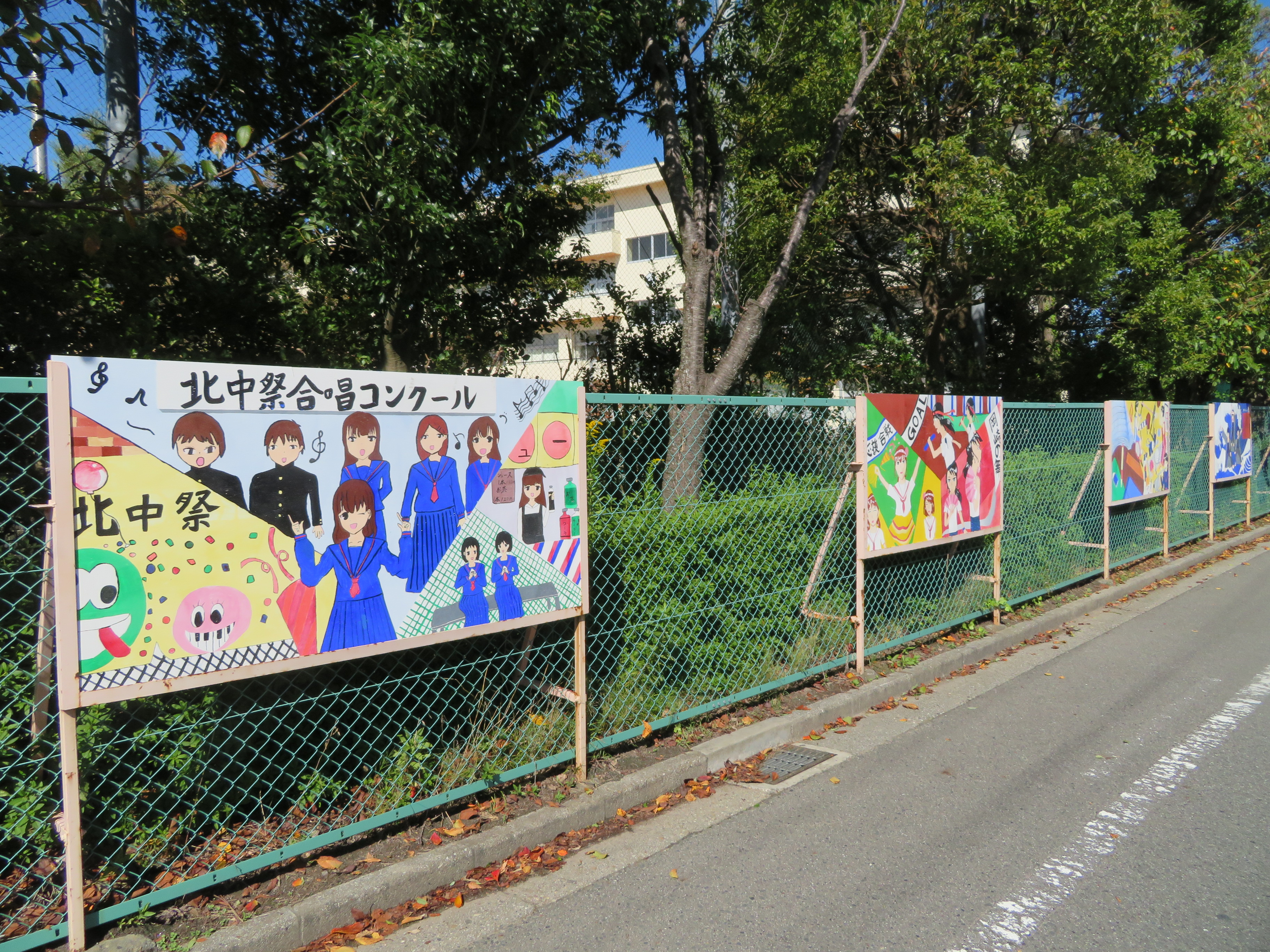
校舎東側

岡崎市立北中学校（おかざきしりつ きたちゅうがっこう）は、愛知県岡崎市上里にある公立中学校。

## 概要
1988年（昭和63年）4月1日、葵中学校・岩津中学校より分離・独立した形で発足した。岡崎市17番目の中学校である。
岡崎市の北部に位置し、西に矢作川、東に三河高原を眺望し、三河高原南端部と岡崎平野東端部の境界にあたる。
| 調査日       | 生徒数 | 通常学級 | 特別支援学級 | 出典  |
| ------------ | ------ | -------- | ------------ | ----- |
| 2013年4月8日 | 723人  | 21       | 2            | [ 2 ] |
| 2019年5月1日 | 655人  | 18       | 2            | [ 3 ] |
| 2020年5月1日 | 646人  | 19       | 2            | [ 4 ] |
| 2021年5月1日 | 639人  | 18       | 3            | [ 5 ] |
| 2022年5月1日 | 635人  | 18       | 3            | [ 6 ] |
| 2023年5月1日 | 644人  | 19       | 3            | [ 7 ] |
| 2024年5月1日 | 645人  | 18       | 3            | [ 8 ] |

## 学区
| 小学校名              | 町名                                                                                         |
| --------------------- | -------------------------------------------------------------------------------------------- |
| 大門小学校 （全域）   | 大門1丁目～5丁目、上里1丁目～3丁目、薮田1丁目～2丁目、大樹寺1丁目～3丁目                     |
| 大樹寺小学校 （一部） | 鴨田本町、鴨田南町、井ノ口町、井ノ口新町、青木町、寿町、百々西町、鴨田町（字南魂場を除く。） |

（2022年12月26日現在）

## 沿革
- 1988年（昭和63年）
  - 4月1日 - 葵中学校・岩津中学校より分離独立し、設立。
  - 4月5日 - 開校式・入学式・始業式が行われる[10]。
- 2000年（平成12年）7月11日 - 愛知県健康推進学校「特選校」受賞[10]。
- 2003年（平成15年） - 「21世紀・新しい時代の健康教育推進学校特別優良校」として日本学校保健会より表彰を受ける。
- 2010年（平成22年）2月4日 - 「体力づくり優良校」として愛知県教育委員会より表彰を受ける[10]。

## 部活動
月によって日の出が違うため朝の部活の開始時間は決まっていない。

### 運動部
- 野球部（男）
- 陸上部（男女）
- バスケ部（男女）
- ソフト部（女）
- バレー部（男女）
- 卓球部（女）
- 剣道部（男女）
- ソフトテニス部（男女）
- 水泳部（男女）
- 駅伝部（期間限定　男女）

### 文化部
- メディア部（男女）
- 吹奏楽部（男女）
- 芸術文化部（男女）

## 交通
- 名鉄バス 「上里口」バス停より徒歩5分